# Wojciech Halczyn
Wojciech Halczyn (ur. 4 października 1863 w Lendaku na Spiszu, zm. 5 sierpnia 1932 tamże) – polski działacz ludowy i niepodległościowy, członek (wraz z Piotrem Borowym z Orawy) polskiej delegacji na konferencji pokojowej w Paryżu w 1919 i do prezydenta Stanów Zjednoczonych Woodrowa Wilsona w sprawie przyłączenia Orawy i Spisza do Polski. Na Spiszu był zwany „Polskim Prezydentem”.
Był prostym gazdą, który w młodości pasał owce w Tatrach Bielskich i Dolinie Kieżmarskiej. Później wyemigrował do Stanów Zjednoczonych, gdzie pracował w latach 1897–1904. Podczas I wojny światowej walczył jako żołnierz w armii austro-węgierskiej.
Szerzył na Spiszu kulturę polską i patriotyzm. W 1919 roku, gdy decydowała się przynależność państwowa Spisza, włączył się w działalność Narodowego Komitetu Obrony Spisza, Orawy, Czadeckiego i Podhala. Wraz z Piotrem Borowym z Orawy, ks. Ferdynandem Machayem i Kazimierzem Rouppertem wziął udział – jako delegat Spisza – w paryskiej konferencji pokojowej. 11 kwietnia 1919 roku delegację na specjalnej audiencji przyjął prezydent USA Thomas Woodrow Wilson. Dzięki obecności Halczyna w składzie delegacji polskiej problematyka Orawy i Spisza była rozpatrywana na konferencji.
Po rozpisaniu plebiscytu na tych terenach Halczyn z Borowym brali udział w pracach Głównego Komitetu Plebiscytowego. Do plebiscytu jednakże nie doszło i po arbitralnej decyzji Rady Ambasadorów 28 lipca 1920 roku rodzinne wsie – Lendak Wojciecha Halczyna i Rabczyce Piotra Borowego – pozostały po drugiej stronie granicy. Wojciech Halczyn obawiając się czechosłowackich represji pozostał w Nowym Targu, pracował jako drwal w lasach pod Ludźmierzem. Kilka lat później skorzystał z ogłoszonej przez parlament czechosłowacki amnestii i powrócił do rodzinnej wsi.
Pochowany został na cmentarzu w Lendaku. Po jego śmierci z inicjatywy ks. Ferdynanda Machaya powstał komitet uczczenia jego pamięci, którego staraniem 18 października 1935 roku na grobie Halczyna stanął kamienny pomnik z tablicą w języku polskim o treści: Wojciechowi Halczynowi Straconemu – przyjaciele z Polski. Błogosławieni umarli, którzy w Panu umierają („Stracony” to rodzinny przydomek Halczyna). Kilka miesięcy później, 17 marca 1936 roku, z polecenia władz czechosłowackich tablica została usunięta i zastąpiona tablicą z napisem słowackim.
W 60. rocznicę śmierci, 2 sierpnia 1992 roku w Łapszach Niżnych, przy udziale wielu zaproszonych gości, posłów i senatorów odrodzonej Rzeczypospolitej, w kościele parafialnym odsłonięto i poświęcono tablicę jego pamięci.
W Krakowie, na Łobzowie, jego imieniem nazwano ulicę.